# Okręg administracyjny 7 Düsseldorfu
Okręg administracyjny 7 Düsseldorfu, Düsseldorf-Stadtbezirk 7, Stadtbezirk 7 – okręg administracyjny (niem. Stadtbezirk) w Düsseldorfie, w Niemczech, w kraju związkowym Nadrenia Północna-Westfalia, w rejencji Düsseldorf.  
W skład okręgu administracyjnego wchodzi pięć dzielnic (Stadtteil):
1. Gerresheim
2. Grafenberg
3. Hubbelrath
4. Knittkuhl
5. Ludenberg